# Joe Griffiths
Joseph Leonard Griffiths là một cầu thủ bóng đá thi đấu ở vị trí tiền vệ chạy cánh. Ông thi đấu ở Football League, for Bury, Stockport County và Tranmere Rovers.
Griffiths thi đấu với Dudley Town và Bristol Rovers trước khi gia nhập Bury và ra mắt league. Ông chuyển đến Stockport County, thi đấu 50 trận trước khi gia nhập Tranmere Rovers. Sau khi rời Tranmere, ông đến Mossley, ghi 2 bàn trong 12 trận ở mùa giải 1926-27.